# Double Dare
Double Dare foi um game show exibido pela Nickelodeon na década de 1990, no bloco Nick GAS. Double Dare chegou a ter cinco temporadas e teve várias participações especiais. Embora o programa teve muito sucesso nos anos 1990, foi cancelado em 2002. Chegou a alcançar 150 episódios. O programa ganhou uma versão no Brasil, o Passa ou Repassa, transmitido no SBT.

## Jogabilidade
Cada time no original  Double Dare  e  Super Sloppy Double Dare  consistia de duas crianças, enquanto as equipes em  Family Double Dare  e  Double Dare 2000  incluíam dois adultos e duas crianças. Originalmente, ambas as equipes usavam uniformes vermelhos, mas depois que  Double Dare  entrou em sindicação em 1988, uma equipe usava uniformes azuis enquanto a outra usava vermelho.
Cada rodada começa com um desafio físico em que ambas as equipes competem, com a equipe vencedora recebendo tanto o controle inicial da rodada quanto o dinheiro pela pontuação. Após o lançamento, o apresentador começa a fazer perguntas triviais sobre a equipe que está no controle. Cada resposta correta ganha um prêmio em dinheiro e permite que a equipe mantenha o controle, enquanto uma resposta incorreta ou falha em responder dentro de aproximadamente dez segundos vira o controle para os oponentes. No entanto, a equipe pode ousar seus oponentes para responder à pergunta, dobrando seu valor; em resposta, os oponentes podem se atrever a quadruplicar o valor original. Quando a equipe no controle é desafiada a um desafio duplo, ela deve responder ou competir em um desafio físico. Uma resposta incorreta, ou não respondendo dentro de aproximadamente cinco segundos em um desafio, concede tanto o controle quanto a quantia apropriada de dinheiro para a equipe que o emite. A segunda rodada é igual à primeira, com os valores das perguntas dobrados.
Muitos desafios envolveram o preenchimento de um contêiner após uma linha com uma variedade de substâncias, incluindo água, arroz cru, slime verde, chantilly e leite. Outros envolvem pegar um número específico de itens antes que o tempo acabe. Por exemplo, durante "Pies in the Pants", um competidor tem que pegar um número definido de tortas em um gigante par de calças de palhaço dentro do limite de tempo especificado, enquanto seu companheiro de equipe lança as tortas de uma catapulta operada pelo pé no extremo oposto do palco.

## Temporadas
- Double Dare
- Double Dare 2000
- Family Double Dare
- Super Sloppy Double Dare
- Super Special Double Dare
- Double Dare Double Play

## Participações especiais
- Melissa Joan Hart
- Kenan Thompson
- Kel Mitchell
- Amanda Bynes
- Drake Bell
- Josh Peck